# أليس ماي دوغلاس
أليس ماي دوغلاس (بالإنجليزية: Alice May Douglas) هي محرِّرة وكاتِبة وشاعرة أمريكية، ولدت في 28 يونيو 1865 في باث في الولايات المتحدة، وتوفيت في 6 يناير 1943.